# Khumbudzo Ntshavheni
Khumbudzo Phophi Silence Ntshavheni (sinh ngày 30 tháng 1 năm 1977) là một chính trị gia người Nam Phi hiện đang giữ chức Bộ trưởng Phát triển doanh nghiệp nhỏ và là thành viên của Quốc hội. Cô là một đảng viên của Quốc hội Châu Phi.

## Tuổi thơ và giáo dục
Ntshavheni được sinh ra ở thị trấn Sibasa ở Limpopo. Mẹ cô làm việc trong ngành taxi, trong khi cha cô sở hữu một cửa hàng giao dịch tổng hợp. Cô có bằng MBA của Đại học Tổng hợp tại Vương quốc Anh vào năm 2008  Các bằng cấp khác của cô bao gồm bằng BA Hons về Nghiên cứu Phát triển và bằng Cử nhân về Quan hệ Lao động. Cô đã đạt được cả hai bằng từ Đại học Rand Af Nam.

## Sự nghiệp
Khumbudzo Ntshavheni có kinh nghiệm làm việc trong các lĩnh vực Quản lý chiến lược, Công nghệ thông tin, Quản lý thay đổi và Truyền thông và tiếp thị. Cô cũng là Giám đốc sáng lập và Chủ tịch của Nkho Trading.
Khumbudzo Ntshavheni từng là Giám đốc thành phố của Khu đô thị địa phương Ba-Phalaborwa tại Limpopo từ năm 2008 đến năm 2010, trước đây bà từng là Giám đốc Du lịch tại Thương mại và Đầu tư Limpopo, Giám đốc Thông tin cho Sở Chính quyền Địa phương và Nhà ở Limpopo, và Người phát ngôn của Thủ tướng của Limpopo. Cô cũng là một giảng viên tại Đại học Nam Phi và Giám đốc điều hành tại Cơ quan Công nghệ Thông tin Nhà nước (SITA). Vào tháng 7 năm 2015, Khumbudzo Ntshavheni được bổ nhiệm vào Hội đồng Denel bởi Bộ trưởng Doanh nghiệp Công cộng Lynne Brown, với vai trò là một giám đốc không điều hành.
Khumbudzo Ntshavheni là thành viên của Ủy ban Điều hành Quốc gia của Liên đoàn Thanh niên Quốc gia Châu Phi (NEC). Khumbudzo Ntshavheni là một người tham gia tích cực trong nhiều cấu trúc liên quan đến lợi ích của giới trẻ và cộng đồng. Trong tháng 4 năm 2013, Ntshavheni là một trong 22 người được bổ nhiệm vào Đội đặc nhiệm quốc gia ANC, được giao nhiệm vụ xây dựng lại các cấu trúc của Đoàn Thanh niên ANCYL (ANCYL) từ các cấp chi nhánh, khu vực và cấp tỉnh.
Sau cuộc bầu cử Quốc hội vào tháng 5 năm 2019, Tổng thống Cyril Ramaphosa đã bổ nhiệm Khumbudzo Ntshavheni vào vị trí Bộ trưởng Bộ Phát triển Doanh nghiệp Nhỏ.